# 娜丁·拉巴基
娜丁·拉巴基（阿拉伯语：‎，1974年2月18日—）是黎巴嫩女演員和导演。她至今较為人所知的作品包括在2007年戛纳电影节首映的電影《焦糖人生》（Caramel）、《Where Do We Go Now?》和2018年的《我想有個家》（Capernaum）。
《我想有個家》於第71屆坎城影展主競賽單元首映。獲得評審團獎和基督教評審團獎。拉巴基憑著這電影成為史上第二位得到奥斯卡金像奖提名的阿拉伯女導演。

## 外部連結
- 娜丁·拉巴基在互联网电影资料库（IMDb）上的資料（英文）
- 娜丁·拉巴基的X（前Twitter）